# 中野駅 (群馬県)
中野駅（なかのえき）は、群馬県みどり市東町花輪にあるわたらせ渓谷鐵道わたらせ渓谷線の駅である。駅番号はWK10。

## 歴史
- 1989年（平成元年）3月29日：東日本旅客鉄道足尾線の第三セクター鉄道転換と同時に開業[1]。

## 駅構造

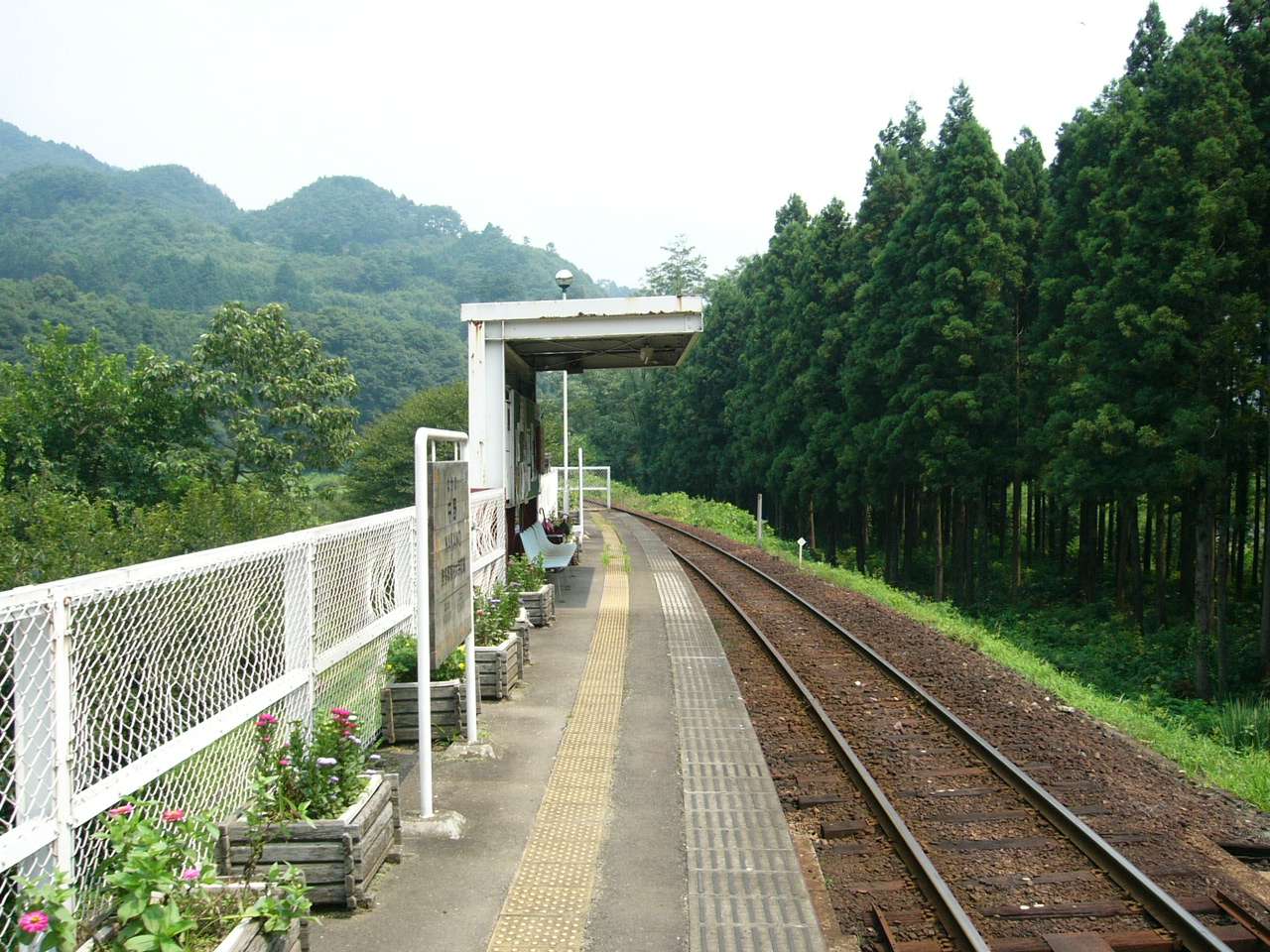
ホーム

1面1線の単式ホーム。曲線上に設置されている。無人駅。駐車場はないが、ホーム桐生寄りの下に駐輪場がある。トイレ設置駅で、駅出口の道路反対側（踏切横）にある。

## 利用状況
地元利用がほとんどだが、渡良瀬川で釣りをする人が利用することもある。
1日の平均乗降人員は以下の通りである。
| 年度   | 1日平均人数 |
| ------ | ----------- |
| 2011年 | 18          |
| 2012年 | 13          |
| 2013年 | 13          |
| 2014年 | 8           |
| 2015年 | 6           |
| 2016年 | 4           |
| 2017年 | 6           |
| 2018年 | 8           |

## 駅周辺
- 国道122号
- 小夜戸観光農園
- NTTドコモ小夜戸衛星通信所
- 丸美屋自販機コーナー（オートレストラン。富士電機製・ニキシー管式麺類自販機、およびトーストサンド自販機が現役稼働している）

## 隣の駅
わたらせ渓谷鐵道
■わたらせ渓谷線
花輪駅（WK09） - 中野駅（WK10） - 小中駅（WK11）